# Fairfax Cartwright

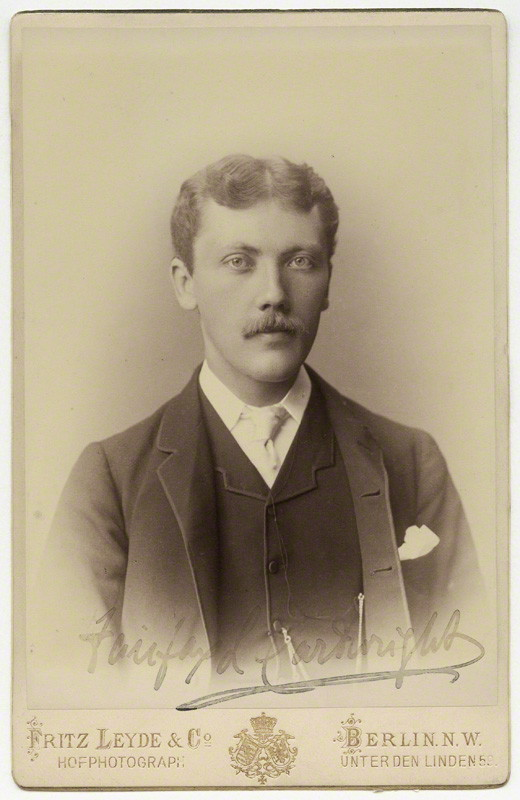
Sir Fairfax Cartwright

Sir Fairfax Leighton Cartwright (* 20. Juli 1857; † 9. Januar 1928) war ein britischer Diplomat.

## Leben
Fairfax Cartwright entstammte der Gentry von Oxfordshire und war der zweite Sohn des Unterhausabgeordneten William Cornwallis Cartwright (1825–1915) aus dessen Ehe mit Clementne Gaul. Beim Tod seines Vaters erbte er dessen Anwesen Anyhoe Park im heutigen West Northamptonshire.
Cartwright nahm schließlich eine diplomatische Karriere im britischen Auswärtigen Dienst auf: Dort war er von 1899 bis 1902 als Legationsrat in Mexiko und von 1902 bis 1905 in Lissabon tätig, bevor er von 1905 bis 1906 als Berater an der britischen Vertretung in Madrid fungierte. Von 1906 bis 1908 ging er als britischer Gesandter in München und Stuttgart, um schließlich 1908 den Höhepunkt seiner Diplomatenkarriere mit dem Posten des britischen Botschafters bei der Doppelmonarchie Österreich-Ungarn in Wien zu erreichen, wo seine Tätigkeit bis 1913 währte.
Am 26. Juni 1908 wurde er als Knight Commander des Order of St Michael and St George (KCMG) geadelt und am 19. Oktober 1908 in den britischen Kronrat (Privy Council) aufgenommen. Am 3. September 1909 wurde er als Knight Grand Cross des Royal Victorian Order (GCVO) ausgezeichnet und am 1. Januar 1914 auch zum Knight Grand Cross des Order of St Michael and St George (GCMG) erhoben.
Am 16. Oktober 1898 heiratete Cartwright Gräfin Donna Maria dei Marchesi Chigi-Zondadari, die Tochter eines italienischen Senators. Aus der Ehe ging ein Sohn, Richard Fairfax William Cartwright (* 29. Juli 1903, † 31. März 1954), hervor, der 1933 Hon. Elspeth Weir, Tochter des William Weir, 1. Viscount Weir, heiratete.

## Werke
- The Mystic Rose from the Garden of the King. A Fragment of the Vision of Sheikh Haji Ibrahim of Kerbela. Rendered into English or rather. 1899.